# Volvopluteus michiganensis
A Volvopluteus michiganensis é uma espécie de fungo da família Pluteaceae. Foi originalmente descrita com o nome de Pluteus michiganensis, mas estudos moleculares a colocaram no gênero  Volvopluteus, descrito em 2011. O píleo desse cogumelo tem cerca de 7 a 9 cm de diâmetro, é cinza e tem uma margem rachada que é pegajosa quando fresca. As lamelas são inicialmente brancas, mas logo ficam rosadas. O estipe é branco e tem uma volva na base. As características microscópicas e os dados da sequência de DNA são de grande importância para separar esse táxon das espécies relacionadas. O V. michiganensis é um fungo saprófito que foi originalmente descrito como crescendo em serragem. Ele só foi relatado em Michigan (EUA) e na República Dominicana.

## Taxonomia
|  | V. earlei                                                         |
|  |                                                                   |
|  | \| \| V. asiaticus \| \| \| \| \| \| V. michiganensis \| \| \| \| |
|  |                                                                   |
|  | V. asiaticus                                                      |
|  |                                                                   |
|  | V. michiganensis                                                  |
|  |                                                                   |

|  | V. asiaticus     |
|  |                  |
|  | V. michiganensis |
|  |                  |

|  | V. earlei                                                         |
|  |                                                                   |
|  | \| \| V. asiaticus \| \| \| \| \| \| V. michiganensis \| \| \| \| |
|  |                                                                   |
|  | V. asiaticus                                                      |
|  |                                                                   |
|  | V. michiganensis                                                  |
|  |                                                                   |

|  | V. asiaticus     |
|  |                  |
|  | V. michiganensis |
|  |                  |

|  | V. earlei                                                         |
|  |                                                                   |
|  | \| \| V. asiaticus \| \| \| \| \| \| V. michiganensis \| \| \| \| |
|  |                                                                   |
|  | V. asiaticus                                                      |
|  |                                                                   |
|  | V. michiganensis                                                  |
|  |                                                                   |

|  | V. asiaticus     |
|  |                  |
|  | V. michiganensis |
|  |                  |

|  | V. earlei                                                         |
|  |                                                                   |
|  | \| \| V. asiaticus \| \| \| \| \| \| V. michiganensis \| \| \| \| |
|  |                                                                   |
|  | V. asiaticus                                                      |
|  |                                                                   |
|  | V. michiganensis                                                  |
|  |                                                                   |

|  | V. asiaticus     |
|  |                  |
|  | V. michiganensis |
|  |                  |

Essa espécie foi originalmente descrita pelo micologista americano Alexander H. Smith em 1934 como Pluteus michiganensis, com base em coletas feitas em Ann Arbor em outubro de 1932. Na descrição original não há menção de uma volva na base do estipe, um dos caracteres morfológicos que separam Pluteus de Volvopluteus. Smith mencionou que "os esporos grandes são incomuns para o gênero Pluteus". A espécie desapareceu da literatura micológica do século XX e Smith não incluiu sua própria espécie quando revisou os holótipos de Pluteus da América do Norte. A revisão morfológica do tipo e os dados de sequência de DNA (com base em sequências de espaçadores internos transcritos) obtidos da coleção confirmaram que esse táxon pertence ao gênero Volvopluteus e que é uma espécie separada de todos os outros membros desse gênero.
O epíteto específico michiganensis se refere ao estado de Michigan, onde o fungo foi originalmente descrito. Os espécimes originais do holótipo dessa espécie estão preservados no Herbário da Universidade de Michigan.

## Descrição
O píleo tem entre 7 e 9 cm de diâmetro, é mais ou menos ovalado ou cônico quando novo, depois se expande para convexo ou plano. Pode ter umbo baixo e largo no centro em espécimes maduros; a superfície é marcadamente viscosa em basidiomas frescos e coberta com fibrilas dispostas radialmente; o píleo é acinzentado. As lamelas são aglomeradas, livres do estipe, ventriculares, com até 1,5 cm de largura; brancas quando novas, tornando-se rosadas com a idade. O estipe tem de 8 a 11 cm de comprimento e de 1 a 1,5 cm de largura, em forma de taco com uma base bulbosa; a superfície é branca, lisa ou tomentosa. A volva é semelhante a um saco, branca e tem uma superfície lisa. A carne é branca no estipe e no píleo e não muda de cor quando machucada ou exposta ao ar. O cheiro foi registrado como "terroso, perfumado"; o sabor não foi registrado. A cor da esporada não foi registrada, mas presume-se que seja marrom-rosada.

### Características microscópicas
Os esporos têm 10,5 a 13,5 por 6,5 a 8 μm com formato elipsoide. Os basídios (células portadoras de esporos) têm 35 a 55 por 10 a 15 μm e quatro esporos. Os pleurocistídios (cistídios nas faces das lamelas) têm 70 a 110 por 25 a 45 μm, são fusiformes (em forma de fuso), utriformes (terminando num longo segmento ligeiramente mais estrito que a base) ou lageniformes (em forma de frasco); alguns têm uma excrescência apical (crescimento). Os queilocistídios (cistídios na borda da lamela) têm 60 a 75 por 15 a 27 μm, geralmente fusiformes ou utriformes; eles cobrem completamente a borda da lamela. A pileipellis é uma ixocútis (hifas paralelas incorporadas em uma matriz gelatinosa). A cutícula do estipe é uma cútis (hifas paralelas não incorporadas em uma matriz gelatinosa). Os caulocistídios (cistídios na superfície do estipe) as vezes estão presentes e têm 100 a 360 por 10 a 20 μm e são, em sua maioria, cilíndricos.

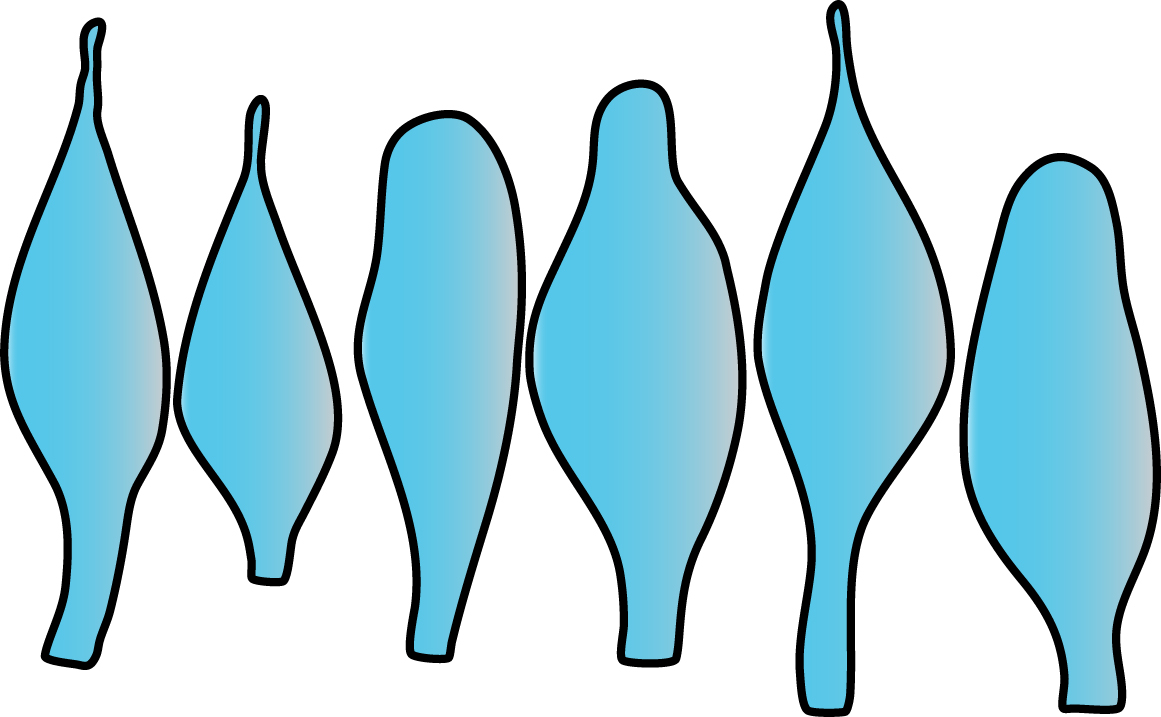
Pleurocistídios
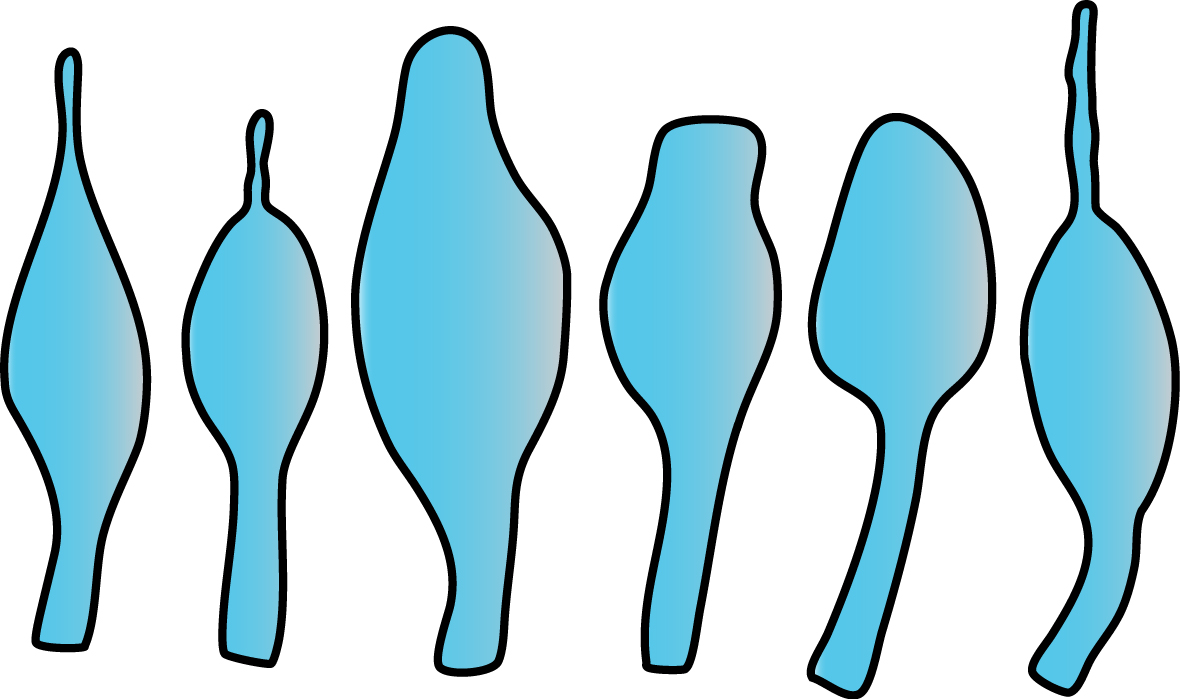
Queilocistídios

### Espécies semelhantes
As análises moleculares da região espaçadora interna transcrita separam claramente as quatro espécies atualmente reconhecidas no gênero Volvopluteus, mas a identificação pode ser mais difícil devido à variação morfológica que as vezes se sobrepõe entre as espécies. O tamanho dos basidiomas, a cor do píleo, o tamanho dos esporos, a presença ou ausência de cistídios e a morfologia dos cistídios são os caracteres mais importantes para a delimitação morfológica das espécies no gênero. A Volvopluteus michiganensis se distingue de outras espécies de Volvopluteus por seus esporos relativamente mais curtos, medindo em média menos de 12,5 μm de comprimento.

## Habitat, distribuição e ecologia
O Volvopluteus michiganensis é um cogumelo saprófito. A coleção tipo foi coletada em serragem. As coleções da República Dominicana foram coletadas em pilhas de matéria vegetal.
Essa espécie é conhecida apenas da localidade-tipo (Ann Arbor) e de uma segunda localidade na República Dominicana. Morfologicamente, a coleção dominicana corresponde bem à coleção-tipo, mas não foi realizada nenhuma comparação molecular.

## Links externos
- Volvopluteus michiganensis em Index Fungorum
- Imagens em Mushroom Observer